# Science Park (Metro de Boston)
Science Park es una estación en la línea Verde del Metro de Boston, administrada por la Autoridad de Transporte de la Bahía de Massachusetts. La estación se encuentra localizada en Nashua & Charles Street en Boston, Massachusetts. La estación Science Park fue inaugurada el 20 de agosto de 1955.

## Descripción
La estación Science Park cuenta con 2 plataformas laterales y 2 vías. La estación también cuenta con 2 de espacios de aparcamiento.